# Avalonianus
Avalonianus (“de Ávalon”) es un género representado por una única especie de dinosaurio sauropodomorfo, que vivió a finales del Triásico, hace aproximadamente entre 210 millones de años, en el Rhaetiense en lo que hoy es Inglaterra. Fue descrito en un principio en 1898 por Seeley a partir de un diente, el cual llamó Avalonia, pero el nombre estaba ocupado (Walcott, 1889), por lo que Kuhn renombro en 1961. Fue considerado un prosaurópodo, con material postcraneal asociado, que eventualmente fuera llamado Camelotia. Posteriores análisis demostraron que se trataba de una quimera paleontológica de restos del Camelotia y dientes de un arcosaurio o un posible terópodo primitivo.